# Hornsby (Tennessee)
Pour les articles homonymes, voir Hornsby.
Hornsby est une municipalité américaine située dans le comté de Hardeman au Tennessee.
Selon le recensement de 2010, Hornsby compte 303 habitants. La municipalité s'étend sur 1,18 mille carré (3,06 km2).
Dans les années 1820, Joel et William Crain s'implantent près de la minoterie et de la scierie fondée par Daniel Smith Webb (Webb's Mill). La localité prend alors le nom de Crainville. Au début du XXe siècle, le Gulf, Mobile and Northern Railroad atteint la région et les habitants de Crainville déménagent vers la gare, fondée sur la ferme de Kimborough Hornsby.